# Olaf Søyland
Olaf Søyland, född den 28 juli 1952 i Flekkefjord i Norge, är en norsk kanotist.
Han vann VM-guld i K-4 10000 meter i samband med sprintvärldsmästerskapen i kanotsport 1975 i Belgrad. I världsmästerskapen 1979 vann han tillsammans Einar Rasmussen K-2 1000 meter. För den prestationen tilldelades de Morgenbladets guldmedalj.